# Мокренщина
Мокренщи́на — село у Житомирському районі Житомирської області. Населення становить 117 осіб.

## Географія
Селом протікає річка Тростяниця, права притока Ірши.

## Історія

### Походження назви
Старожили пояснюють, що назва села Мокренщина походить від місцевості, що має низинний заболочений характер, на якій росте рослина за назвою місцевих жителів — «мокрець».

### У складі Речі Посполитої
В архівних документах згадується в акті від 7 травня 1610 року "Про відокремлення володіння князя Януша Острозького волості Вільської (що займали тоді села Івановичі, Грушки, Новопіль і Зороків) від володіння Стефана Немирича волості Черняхівської, у склад якої входили села Статів (тобто Славів), Селянщина, Мокренщина, Горбаша, Троковичі. Таким чином, Мокренщина належала Київському судичу Стефану Немиричу.
Згадується у 1649 році в жалобі дідича Марцина Броневського та його дружини Настазії про напад на село з боку міщан Черняхова, які розібрали дворові будівлі, знищили пасіку, захопили худобу та майно.
1754 року власник Мокренщизни пан Лещинський сплачував податок з двох дворів. 

### У складі Російської імперії
На викупний податок замість оброку селяни с. Мокренщина перейшли з 1 вересня 1863 року.
Викуп землі селянами села Мокренщини від поміщиків почався з 1868 року. 1914 року було відкрито початкове сільське училище, де 2 вчителі навчали 59 учнів.

### У складі УРСР
В 1918—1920 роках, тобто в роки визвольних змагань, влада в Мокренщині змінювалась кілька разів. І лише після вигнання поляків влітку 1920 року в селі остаточно встановлено окупаційну радянську владу. 1920 року в селі був створений комнезам, а в квітні 1921 року було обрано виконком сільської Ради.
В 1930 році було створено колгосп «3-й вирішальний». Всього землі було 960 га, а в колгоспі було 101 господарство і людей 568 чоловік.

#### Друга світова війна
Село було окуповане німцями 17 липня 1941 року і відбите Червоною армією 29 грудня 1943 року. В Німецько-рядянській війні з Мокренщини брало участь 50 чоловік, з яких 28 загинули. В Німеччину на примусові роботи було відправлено 30 чоловік.
В Мокренщині на могилах вояків Червоної Армії встановлено два обеліски.

## Сучасність
Село належить до Пекарщинської сільської ради.
Нині[коли?] в селі Мокренщина розміщена бригада колишнього колгоспу «Зоря».

## Галерея

Братська могила радянських воїнів. Поховано 26 чол.Братська могила радянських воїнів. Поховано 26 чол.